# Distrito electoral federal 10 de Jalisco
El X Distrito Electoral Federal de Jalisco es uno de los 300 Distritos Electorales en los que se encuentra dividido el territorio de México para la elección de diputados federales y uno de los 19 en los que se divide el estado de Jalisco. Su cabecera es la ciudad de Zapopan.
El Décimo Distrito Electoral Federal de Jalisco está formado por la zona suroeste del municipio de Zapopan.

## Distritaciones anteriores

### Distritación 1996 - 2005
Entre 1996 y 2005 el Décimo Distrito se encontraba ubicado en la misma zona, sin embargo su territorio era más pequeño, formando únicamente zonas urbanas de Zapopan y el noroeste de Tlaquepaque.

## Diputados por el distrito
| Diputado                                                      | Grupo parlamentario | Legislatura   | Periodo              |
| ------------------------------------------------------------- | ------------------- | ------------- | -------------------- |
| Jesús López Portillo                                          |                     | III           | 1863 - 1865          |
| Vacante                                                       | Vacante             | IV V VI VII   | 1867 - 1875          |
| Ignacio Vallejo                                               |                     | VIII          | 1875 - 1878          |
| Vacante                                                       | Vacante             | IX X          | 1878 - 1882          |
| José María Castaño                                            |                     | XI            | 1882 - 1884          |
| Julio Arancivia                                               |                     | XII           | 1884 - 1886          |
| Apolinar Castillo                                             | Liberal             | XIII          | 1886 - 1888          |
| Luis del Carmen Curiel                                        |                     | XIV XV XVI    | 1888 - 1894          |
| Tomás Morán                                                   |                     | XVII XVIII    | 1894 - 1898          |
| Manuel Cervantes                                              |                     | XIX XX XXI    | 1898 - 1904          |
| Ramón C. Castañeda                                            |                     | XXII          | 1904 - 1906          |
| Vacante                                                       | Vacante             | XXIII         | 1906 - 1908          |
| Eduardo Delhumeau                                             |                     | XXIV          | 1908 - 1910          |
| Felipe Delhumeau Valencia                                     |                     | XXV           | 1910 - 1912          |
| Rodolfo Reyes                                                 |                     | XXVI          | 1912 - 1913          |
| Jorge Villaseñor                                              |                     | Constituyente | 1916 - 1917          |
| José Luis Figueroa                                            |                     | XXVII         | 1917 - 1918          |
| José Pascual Alejandre                                        |                     | XXVIII        | 1918 - 1920          |
| Juan Bravo y Juárez                                           |                     | XXIX          | 1920 - 1922          |
| José Guadalupe Zuno                                           |                     | XXX           | 1922[cita requerida] |
| Guadalupe Estrada J.                                          |                     | XXX           | 1922 - 1924          |
| Ramón Córdova                                                 | CPRJ                | XXXI          | 1924 - 1926          |
| José Guadalupe de Anda                                        |                     | XXXII         | 1926 - 1928          |
| José Zataray                                                  | PRJ                 | XXXIII        | 1928 - 1930          |
| José Manuel Chávez                                            |                     | XXXIV XXXV    | 1930 - 1934          |
| Ignacio J. García                                             |                     | XXXVI         | 1934 - 1937          |
| Alfredo Cuéllar Castillo                                      |                     | XXXVII        | 1937 - 1940          |
| Jaime Llamas                                                  |                     | XXXVIII       | 1940 - 1943          |
| El distrito 10 es suprimido en 1943. Es restablecido en 1952. |                     |               |                      |
| J. Jesús Landeros Amezola                                     |                     | XLII          | 1952 - 1955          |
| María Guadalupe Urzúa Flores                                  |                     | XLIII         | 1955 - 1958          |
| Sebastián García Barragán                                     |                     | XLIV          | 1958 - 1961          |
| José Guadalupe Mata                                           |                     | XLV           | 1961 - 1964          |
| José María Martínez Rodríguez                                 |                     | XLVI          | 1964 - 1967          |
| Luis Javier Luna Bracamontes                                  |                     | XLVII         | 1967 - 1970          |
| José María Martínez Rodríguez                                 |                     | XLVIII        | 1970 - 1973          |
| Ramón Díaz Carrillo                                           |                     | XLIX          | 1973 - 1976          |
| Javier Santillán Oceguera                                     |                     | L             | 1976 - 1979          |
| Javier Michel Vega                                            |                     | LI            | 1979 - 1982          |
| Francisco Galindo Musa                                        |                     | LII           | 1982 - 1985          |
| Francisco Contreras Contreras                                 |                     | LIII          | 1985 - 1988          |
| Javier Santillán Oceguera                                     |                     | LIV           | 1988 - 1991          |
| Alejandro Ontiveros Gómez                                     |                     | LV            | 1991 - 1994          |
| Heriberto Santana Rubio                                       |                     | LVI           | 1994 - 1997          |
| Juan José García de Alba                                      |                     | LVII          | 1997 - 2000          |
| Jorge Urdapilleta Núñez                                       |                     | LVIII         | 2000 - 2003          |
| María del Carmen Mendoza                                      |                     | LIX           | 2003 - 2006          |
| Omar Borboa Becerra                                           |                     | LX            | 2006 - 2009          |
| Francisco Javier Ramírez Acuña                                |                     | LXI           | 2009 - 2012          |
| Omar Borboa Becerra                                           |                     | LXII          | 2012 - 2015          |
| Macedonio Támez Guajardo                                      |                     | LXIII         | 2015 - 2018          |
| Geraldina Isabel Herrera Vega                                 |                     | LXIV          | 2018 - 2021          |
| Horacio Fernández Castillo                                    |                     | LXV           | 2021 -               |

## Resultados electorales

### 2009
|  | Partido Acción Nacional                        |  | Francisco Javier Ramírez Acuña    |
|  | Partido Revolucionario Institucional           |  | Julio Leonardo Escalona Rodríguez |
|  | Partido de la Revolución Democrática           |  | Silvia Martínez Puga              |
|  | Coalición Salvemos a México (PT, Convergencia) |  | Gloria Ivette Castañeda Castellón |
|  | Partido Verde Ecologista de México             |  | Luis Humberto Campos Tamayo       |
|  | Partido Nueva Alianza                          |  | Adrián Delgado Hernández          |
|  | Partido Socialdemócrata                        |  | María Domitila González Arciniega |